# Mẹ Nấm
Nguyễn Ngọc Như Quỳnh sinh năm 1979 tại Khánh Hòa (Việt Nam), được biết nhiều với bút danh Mẹ Nấm, là một  blogger, nhà hoạt động nhân quyền và là nhân vật bất đồng chính kiến tại Việt Nam.
Từ năm 2009 đến năm 2016 Mẹ Nấm đã bị bắt giữ nhiều lần do tham gia các hoạt động dân sự, đòi dân quyền, và biểu tình phản đối Trung Quốc chiếm biển đảo tại Biển Đông, phản đối công ty Formosa trong vụ là nguyên nhân việc cá chết hàng loạt tại miền Trung. Bà là điều phối viên của mạng lưới Blogger Việt Nam. Theo báo Công an, bà còn là thành viên của các tổ chức “Người Việt yêu nước”, “Tuyên bố công dân tự do”.
Mẹ Nấm bị bắt và khởi tố ngày 10 tháng 10 năm 2016 tại Nha Trang với tội danh theo điều 88 khoản 1 - tuyên truyền chống nhà nước Cộng hòa Xã hội Chủ nghĩa Việt Nam và bị tòa sơ thẩm kết án 10 năm tù. Ngày 30 tháng 11 năm 2017 tòa phúc thẩm tuyên án giữ nguyên án tù 10 năm của tòa sơ thẩm.
Tháng 6 năm 2018, Mẹ Nấm đoạt giải Tự do Báo chí Quốc tế 2018 của Ủy ban bảo vệ các nhà báo (CPJ) và có mặt trong danh sách đề cử giải Nobel Hòa bình năm 2018.
Ngày 17 tháng 10 năm 2018, Mẹ Nấm đã được trả tự do, lên đường sang Mỹ cùng mẹ và hai con.

## Tiểu sử
Từ khi có con đầu lòng với tên ở nhà là Nấm, Nguyễn Ngọc Như Quỳnh tham gia các diễn đàn về mẹ con với nickname Mẹ Nấm (theo kiểu gọi nhau của các phụ huynh có con nhỏ đi học mẫu giáo), trước hết để trao đổi kinh nghiệm dạy và nuôi con với các phụ huynh khác, nhưng sau này từ từ Mẹ Nấm viết blog lan sang những chủ đề về vấn đề xã hội. Cô bắt đầu viết blog năm 2006 khi cô đến thăm một bệnh viện và chứng kiến nhiều người nghèo trong nắng nóng, tuyệt vọng chờ đợi để điều trị, nhưng bị phớt lờ vì họ thiếu tiền để đút lót các quan chức bệnh viện. Như Quỳnh cho biết động cơ viết blog của mình rất đơn giản: "Tôi không muốn con tôi phải đấu tranh và làm những gì tôi đang làm bây giờ." Về tôn giáo, bà Như Quỳnh là một tín hữu Công giáo với tên thánh là Maria Madalena.

### Hoạt động xã hội
Ngày 2 tháng 9 năm 2009, Mẹ Nấm bị cơ quan an ninh bắt giam và thẩm vấn do in ấn và phát tán 40 cái áo thun có nội dung phản đối Trung Quốc chiếm giữ Hoàng Sa, Trường Sa và phản đối Dự án khai thác bô xít ở Tây Nguyên vì môi trường. Báo Công an Nhân dân cho là cô đã nhận tiền từ tổ chức khủng bố “Việt Tân” để làm chuyện này. An ninh cho rằng điều này có dấu hiệu xâm phạm an ninh quốc gia và ngoài ra đã yêu cầu cô đóng cửa trang blog vì một số bài viết phản đối chính sách của nhà nước, như trong vấn đề bauxite và quan hệ với Trung Quốc. Sau gần 10 ngày cô được thả ra. Hai blogger khác bị bắt trong đợt này là Bùi Thanh Hiếu (blogger Người Buôn Gió), và Phạm Đoan Trang, phóng viên chuyên trang Tuần Việt Nam của VietnamNet.
Năm 2012, Nguyễn Ngọc Như Quỳnh là một trong những thực tập sinh đầu tiên của Vietnamese Overseas Initiative for Conscience Empowerment (VOICE) thuộc chương trình đào tạo của tổ chức này.
Ngày 21 tháng 5 năm 2013, Mẹ Nấm cùng với blogger Binh Nhì Nguyễn Tiến Nam bị cơ quan công an tỉnh Khánh Hòa bắt giữ làm việc trong mấy tiếng đồng hồ sau khi hai người công khai phát cho nhiều người bản Tuyên ngôn Quốc tế Nhân quyền và bóng bay màu xanh với dòng chữ “Quyền của con người phải được tôn trọng”.
Ngày 15 tháng 12 năm 2013, Mẹ Nấm bị giữ lại ở sân bay và bị thu hộ chiếu khi đang chuẩn bị bay sang Bangkok, Thái Lan để gặp gỡ đại diện Cao ủy Nhân quyền Liên Hợp Quốc.
Ngày 19 tháng 4 năm 2014, các blogger Mẹ Nấm, Paulo Thành Nguyễn tức Nguyễn Hồ Nhật Thành và Trịnh Kim Tiến đã bị công an thành phố Nha Trang bắt giữ khi đang chuẩn bị thảo luận về chủ đề “Công ước chống Tra tấn và vấn nạn công dân chết trong đồn công an” dự định diễn ra tại quán cà phê Swing, số 20 Trần Phú, phường Lộc Thọ, thành phố Nha Trang. Cơ quan An ninh cho biết trong năm 2014, bà Quỳnh đã tập hợp 31 trường hợp người dân tử vong khi bị gọi lên "làm việc" và bị tạm giam, tạm giữ tại trụ sở công an; sau đó đăng lên trang Facebook " đánh tráo bản chất sự việc, thể hiện chủ đích thù địch với lực lượng công an, khiến người đọc hiểu sai vấn đề, đồng thời xúc phạm và làm hạ uy tín của lực lượng Công an nhân dân Việt Nam, gây xâm hại đến mối quan hệ giữa nhân dân và lực lượng công an.".
Ngày 28 tháng 3 năm 2015, Mẹ Nấm bị bắt giữ tại Nha Trang khi chuẩn bị ra Hà Nội gặp gỡ các nghị viên quốc tế khi Liên minh Nghị viện Thế giới IPU nhóm họp lần thứ 132 để trao kiến nghị.
Ngày 25 tháng 7 năm 2015, Mẹ Nấm và 3 blogger bị bắt giữ và bị đánh tại bãi biển Nha Trang khi tổ chức tuyệt thực vì 'Tù nhân lương tâm', đòi trả tự do cho Nguyễn Ngọc Già, Tự do cho Bùi Thị Minh Hằng và Tự do cho Trần Huỳnh Duy Thức.
Ngày 15 tháng 5 năm 2016, Mẹ Nấm tham gia biểu tình tại TP HCM phản đối công ty Formosa, hãng xả nước thải gây ra vụ cá chết hàng loạt tại miền Trung. và bị bắt về Công an quận 2, TPHCM.
Ngày 13 tháng 8 năm 2016, Mẹ Nấm cùng vài người bạn từ Nha Trang chạy ra xã Ninh An, thị xã Ninh Hòa, tỉnh Khánh Hòa để tìm hiểu thêm vụ công an hành hung người dân tại đây vì họ tập trung đòi nhà máy xử lý chất thải công nghiệp ở đây phải dời đi. Trên đường về Mẹ Nấm và bạn đã bị công an, côn đồ chặn lại hành hung.

## Bị bắt giam và truy tố năm 2016
Ngày 10 tháng 10 năm 2016, trước khi bị bắt vài giờ, Mẹ Nấm đã đến Trại tạm giam sông Lô tỉnh Khánh Hoà, cùng với mẹ của Nguyễn Hữu Quốc Duy để đòi được thăm nuôi và đưa video trực tiếp lên Facebook. Nguyễn Hữu Quốc Duy (sinh năm 1985) bị kết án ba năm tù giam theo điều 88 tội "tuyên truyền chống phá Nhà nước" vì chia sẻ những link trên facebook. Công an đã ra mời bà vào trại giam và tạm giữ luôn.
Mẹ Nấm bị bắt với tội danh theo điều 88 khoản 1 Bộ luật Hình sự - tuyên truyền chống nhà nước Cộng hòa Xã hội Chủ nghĩa Việt Nam.
Trước đó hai ngày, an ninh Việt Nam đã bao vây một khách sạn ở Vũng Tàu, tạm giữ khoảng 30 người tham dự cuộc tọa đàm về “Tuổi trẻ và Xã hội Dân sự” trong đó có bác sĩ Nguyễn Đan Quế, luật sư Lê Công Định.
Cáo trạng của Công an tỉnh Khánh Hòa kết luận giám định 400 bài viết trên Facebook cá nhân của bà Quỳnh (gồm 1.180 trang) và tập tài liệu “Stop police killing civilians - SKC” ("Chấm dứt tình trạng công an giết hại dân thường") do bà Quỳnh biên tập, in ấn, có nội dung "lợi dụng quyền tự do dân chủ, kích động nhân dân chống lại chính quyền, chống lại chế độ, gây phương hại đến an ninh quốc gia, trật tự an toàn xã hội".
Ngày 23 tháng 2 năm 2017, trả lời VOA, bà Nguyễn Thị Tuyết Lan, mẹ của Nguyễn Ngọc Như Quỳnh đã xác nhận Viện Kiểm sát Nhân dân tỉnh Khánh Hòa đã ký lệnh gia hạn tạm giam đối với con bà vào ngày 13/1/2017, gia hạn từ ngày 7/2 cho tới ngày 7/5, nhưng bà chưa hề nhận được văn bản này, tất cả chỉ là thông báo miệng. Luật sư vẫn chưa được tiếp xúc với Như Quỳnh, “họ gửi văn bản đi nhưng không được hồi đáp".
Ngày 15.6, mẹ của blogger Nguyễn Ngọc Như Quỳnh lại cho biết bà "tám tháng chưa được gặp con" và "được thông báo Quỳnh vừa bị gia hạn tạm giam thêm hai tháng, tức là đến ngày 18/8/2017".

### Phản ứng về việc bắt giam
- Hoa Kỳ: Ngày 11 tháng 10 năm 2016, người phát ngôn Bộ Ngoại giao Hoa Kỳ phụ trách khu vực Đông Á - Thái Bình Dương, Katina Adams, nhấn mạnh: "Chúng tôi hết sức quan ngại về vụ bắt giữ blogger Nguyễn Ngọc Như Quỳnh. Chúng tôi kêu gọi chính phủ Việt Nam phóng thích cô Quỳnh cùng tất cả những tù nhân lương tâm khác, cho phép tất cả mọi người dân ở Việt Nam được tự do bày tỏ quan điểm chính trị trên mạng và ngoài đời mà không sợ bị trả thù. Xu hướng gần đây bắt bớ và tuyên án các nhà hoạt động ôn hòa [tại Việt Nam] rất đáng ngại và đang đe dọa che phủ tiến bộ về nhân quyền của Việt Nam."[27] Ngày 29 tháng 7 năm 2017, người phát ngôn Heather Nauert nói với báo giới Hoa Kỳ: "Tôi quan ngại sâu sắc về các phiên tòa của Việt Nam và việc kết án người được trao Giải thưởng Phụ nữ Quốc tế Can đảm 2017 và blogger ôn hòa Nguyễn Ngọc Như Quỳnh. Cô còn được gọi là “Mẹ Nấm”. Cô đã bị kết án 10 năm tù với buộc tội mơ hồ tuyên truyền chống nhà nước." […][28]
- Đức Ngày 22 tháng 12 năm 2016, Dân biểu Liên bang Frank Schwabe, Phát ngôn nhân về Chính sách Nhân quyền của Khối Dân biểu đảng Dân chủ Xã hội Đức (SPD), tuyên bố: "Hôm nay Khối Dân biểu đảng Dân chủ Xã hội Đức (SPD) đòi hỏi cho bà Nguyễn Ngọc Như Quỳnh được tự do tức khắc và vô điều kiện. Bà bị bắt giam hồi tháng 10 năm 2016 vì lý do tuyên truyền chống nhà nước Cộng hòa Xã hội chủ nghĩa Việt Nam. Khối dân biểu đảng Dân chủ Xã hội Đức (SPD) đang vô cùng lo lắng về điều kiện giam giữ đối với Blogger Nguyễn Ngọc Như Quỳnh. Hiện nay bà không được phép gặp hai đứa con nhỏ và các thành viên khác trong gia đình. Bà cũng không được phép có luật sư để nhận hỗ trợ về mặt pháp lý. Nguyễn Ngọc Như Quỳnh đã không phạm tội gì mà đã chỉ thực hiện quyền tự do ngôn luận của mình." [29][30]

### Về việc lừa dối nơi giam giữ
Mẹ của Nguyễn Ngọc Như Quỳnh, hôm 23/06, viết trên Facebook mô tả về điều bà gọi là "những hành vi lừa đảo và vô nhân tính" đối với con mình: "Con tôi đã không ở trại tạm giam Công an tỉnh Khánh Hòa như cơ quan An ninh - Điều tra tỉnh Khánh Hòa đưa thông báo cho tôi. Trong suốt tám tháng qua tôi đã bị lừa khi lặn lội đến thăm con tại một trại tù mà con tôi không có ở đó."
Từ Hoa Kỳ, Điếu Cày Nguyễn Văn Hải nói trường hợp này giống "y hệt" trường hợp của ông: "Họ không muốn người bên ngoài biết người bị giam giữ đang ở đâu. Cách đối phó bẩn thỉu và vô nhân tính này được áp dụng với nhiều người rồi và được các trại giam truyền kinh nghiệm cho nhau chứ không phải chỉ ở một nơi." Ông Hải giải thích rằng an ninh muốn cô lập người họ bắt và triệt tiêu tất cả sự giúp đỡ từ bên ngoài là vì họ muốn người tù "rơi vào sự cô đơn" và không biết "có ai còn nhớ tới mình hay không".

### Phiên toà sơ thẩm
Ngày 23 tháng 6 năm 2017, luật sư Nguyễn Khả Thành cho VOA biết: "cô Như Quỳnh sẽ không nhận tội khi ra tòa, và chắc chắn chúng tôi sẽ tranh tụng trước tòa theo hướng cô Như Quỳnh vô tội."
Nội dung cáo trạng của Viện Kiểm sát Nhân dân Tỉnh Khánh Hòa: 
- Chết "vì công an": Năm 2014, bà thu thập thông tin về 31 trường hợp người dân bị chết trong và sau khi làm việc với cơ quan công an, rồi làm thành tài liệu có tên "Stop police killing civilians" (tạm dịch: Phải chấm dứt việc cảnh sát giết dân thường).
- Vận động nhân quyền: Cáo trạng nói bà Như Quỳnh, vào năm 2015, đã cùng 162 cá nhân, 27 tổ chức kêu gọi người dân tham gia chiến dịch "vận động nhân quyền. Cáo trạng nói lời kêu gọi đã "công khai phủ nhận vai trò lãnh đạo của Đảng Cộng sản".
- Xuyên tạc trên báo đài: Cáo trạng liệt kê từ 2013 đến 2016, bà Như Quỳnh nhiều lần trả lời phỏng vấn báo, đài nước ngoài để "xuyên tạc tình hình trong nước". Một giám định viên tư pháp nói bà đã "xuyên tạc trắng trợn nhằm bôi nhọ Việt Nam".
- Tàng trữ tài liệu: Cáo trạng khép tội bà Như Quỳnh vì "tàng trữ" tập thơ "Bài thơ một vần" của tác giả Bùi Chát và một CD nhạc có bài hát "Viết về ngư dân Việt Nam" của nhạc sĩ Tuấn Khanh. Hai tác phẩm này bị ghi là "đả kích chế độ xã hội chủ nghĩa, kích động nhân dân phá hoại khối đại đoàn kết toàn dân".

Cáo trạng nói từ khi bị bắt tạm giam ngày 10/10/2016, bà Như Quỳnh "không có sự chuyển biến tư tưởng, luôn giữ thái độ chống đối", "không thành khẩn khai báo, không ăn năn hối cải".
Ngày 29 tháng 6 năm 2017, Toà án nhân dân tỉnh Khánh Hòa xét xử, tuyên phạt Mẹ Nấm 10 năm tù giam với tội danh Tuyên truyền chống nhà nước, khoản 1 điều 88 BLHS. Bà Nguyễn Thị Tuyết Lan, mẹ của Blogger Mẹ Nấm đã không được dự phiên tòa với lý do đây là một phiên tòa “đặc thù” mặc dù trong quyết định xử án Tòa án đã nêu rõ “vụ án được xét xử công khai.”.

### Phản ứng đối với bản án sơ thẩm
- Hoa Kỳ Ngày 29 tháng 6 năm 2017, người phát ngôn Heather Nauert nói với báo giới Hoa Kỳ, "Quỳnh đã bị tuyên án 10 năm với một bản án mơ hồ về tội chống phá nhà nước. Cách đây không lâu, cô đã được Phu nhân Tổng thống Melania Trump vinh danh Phụ nữ Quốc tế Dũng cảm." Bà Nauert kêu gọi Việt Nam "thả Mẹ Nấm và tất cả những tù nhân lương tâm khác ngay lập tức và cho phép các cá nhân Việt Nam quyền tự do biểu đạt và hội họp mà không sợ bị trả đũa."[37]
- Việt Nam Ngày 29 tháng 6 năm 2017, người phát ngôn bộ ngoại giao Việt Nam nói: "Phiên tòa xét xử Nguyễn Ngọc Như Quỳnh đang diễn ra công khai, đúng theo các quy định của pháp luật Việt Nam".[38]
- Liên minh châu Âu Thông điệp của Đại sứ Bruno Angelet, Trưởng Phái đoàn Liên minh châu Âu tại Việt Nam: "Việc kết án 10 năm tù giam bà Nguyễn Ngọc Như Quỳnh vào ngày hôm qua sau khi bà biểu đạt ý kiến của mình về các vấn đề môi trường và xã hội một cách ôn hoà mâu thuẫn trực tiếp với Tuyên ngôn Quốc tế về Nhân quyền và Công ước Quốc tế về các Quyền Dân sự và Chính trị mà Việt Nam là một thành viên,... Việc luật sư của bà chỉ được phép gặp bà vài ngày trước đây để chuẩn bị bào chữa cho bà đã đặt ra một câu hỏi về quyền đối với quy trình bào chữa thỏa đáng mà mỗi người Việt Nam được hưởng theo quy định pháp luật. Quyết định của các cơ quan có thẩm quyền Việt Nam không cho phép các đại diện của Phái đoàn EU cũng như của các đại sứ quán các nước thành viên EU quan sát phiên xét xử đã đặt dấu hỏi về sự minh bạch của quá trình xét xử.[39]
- Đức Ngày 30/6, Đặc ủy Nhân quyền của Chính phủ Cộng hòa Liên bang Đức, bà Bärbel Kofler, tuyên bố: "Bản án vì động cơ chính trị rõ ràng này đã đi ngược lại các nguyên tắc về nhân quyền và vi phạm các nghĩa vụ quốc tế trong lĩnh vực quyền dân sự và chính trị mà Việt Nam đã ký kết. Mức án nặng còn cho thấy sự bất hợp lý và thiếu cân nhắc đối với quyền căn bản về tự do biểu đạt và tự do báo chí được Hiến pháp Việt Nam đảm bảo. Chị Quỳnh đã đấu tranh chống tham nhũng và các tiêu cực trong xã hội. Bằng các bài viết của mình, chị đã khiến dư luận chú ý đến số lượng lớn các trường hợp tử vong không rõ nguyên nhân trong trại giam và trại tạm giam. Bên cạnh đó, chị còn tranh đấu không biết mệt mỏi cho các ngư dân bị ảnh hưởng bởi sự cố môi trường tại miền Trung Việt Nam và gia đình của họ. Việc các cơ quan chức năng trừng phạt những nỗ lực vì quyền tự do dân sự, môi trường và bảo vệ người tiêu dùng nói trên cũng như trong các trường hợp blogger khác bằng việc đàn áp, bắt bớ và giam giữ là một dấu hiệu đáng báo động – đặc biệt là khi quan sát các nỗ lực cải cách trong lĩnh vực hành chính, môi trường và bảo vệ người tiêu dùng mà Chính phủ đã tuyên bố, bởi nếu không có các nỗ lực dân sự và sự tăng cường minh bạch thì mục tiêu hiện đại hóa đất nước một cách bền vững sẽ không thể đạt được." [40][41]

### Phiên tòa phúc thẩm
Ngày 30 tháng 11 năm 2017, TAND cấp cao tại Đà Nẵng cho rằng không có căn cứ xét giảm án, bác kháng cáo và giữ nguyên án 10 năm tù với Nguyễn Ngọc Như Quỳnh.

## Trong tù
Mẹ Nấm đã tuyệt thực trong tù tại trại giam số 5, Yên Định, Thanh Hóa từ ngày 6 tháng 7 năm 2017 vì bị đe dọa tinh thần ở trong tù bằng nhiều hình thức, trong đó có 1 nữ tù nhân giam chung phòng thường xuyên chửi bới và đe dọa tính mạng của cô.
Ngày 23/7, bên Đại sứ quán Hoa Kỳ có đến thăm và làm việc với Mẹ Nấm và sau đó cô đã ngừng tuyệt thực.

## Phát ngôn
| “ | Nếu như hôm nay bắt được Trương Duy Nhất thì ngày mai họ cũng sẽ bắt được tôi. Để chống lại điều này, tôi nghĩ rằng tôi tình nguyện đi tù để được nói điều mình muốn nói. | ” |
| — | |   |

| “ | ...Quỳnh nghĩ nếu mà Quỳnh viết sai, hoặc là Quỳnh viết cường điệu, hoặc là nói quá sự thật, thì người ta sẽ nhận ra ngay. Đàng này mình nói đúng, nhưng mà khổ nỗi là mình nói đúng và nhiều người thừa nhận cái đúng thành ra mình bị ghép vào cái tội ‘gián tiếp gây rối trật tự an ninh xã hội’. | ” |
| — | |   |

## Giải thưởng
- 2010: Giải Hellman/Hammett của Tổ chức Theo dõi Nhân quyền.[44]
- 2015: Giải Người Bảo vệ Quyền Dân sự của tổ chức Civil Rights Defenders.[45] Bà là người thứ ba, đồng thời là người châu Á đầu tiên được nhận giải này.[46]
- 2017: Giải thưởng dành cho Phụ nữ Quốc tế Dũng cảm của Bộ Ngoại giao Hoa Kỳ. Vào ngày 29/3, Bộ Ngoại giao Hoa Kỳ, đại diện là Melania Trump đã tôn vinh Nguyễn Ngọc Như Quỳnh với Giải thưởng dành cho Phụ nữ Quốc tế Dũng cảm của Bộ Ngoại giao Hoa Kỳ vì sự dũng cảm của cô trong việc đưa ra các vấn đề xã hội dân sự, truyền cảm hứng cho sự thay đổi ôn hòa, kêu gọi sự minh bạch hơn trong chính phủ và việc tiếp cận các quyền cơ bản của con người, đồng thời là tiếng nói đại diện cho quyền tự do ngôn luận.[47][48]
- Giải Tự do Báo chí Quốc tế 2018 của Ủy ban Bảo vệ Ký Giả (CPJ): Chị là người Á châu duy nhất trong năm nữ nhà báo đoạt giải năm nay, và cũng là nhà báo duy nhất đoạt giải khi đang bị giam cầm.[6]
- Được đề cử giải Nobel Hòa bình 2018: ông David Kilgour, cựu dân biểu đặc trách khu vực châu Á – Thái Bình Dương của Canada, khẳng định thông tin "nữ blogger nổi tiếng thế giới Nguyễn Ngọc Như Quỳnh, tức Mẹ Nấm của Việt Nam đã được đề cử giải Nobel Hòa Bình 2018 bởi tiến sỹ Marc Arnal, Giáo sư danh dự và cựu Trưởng khoa Học khu St. Jean, Đại Học Alberta, Edmonton, Alberta, Canada".[7]

## Bộ phim tài liệu "Mẹ vắng nhà"
"Mẹ vắng nhà" (When Mother’s Away) là bộ phim tài liệu đầu tiên do tổ chức Vietnamese Overseas Initiative for Conscience Empowerment (VOICE) sản xuất cùng với Clay Phạm, một đạo diễn tại Việt Nam. Bộ phim nói về cuộc sống của gia đình của Mẹ Nấm sau khi chị phải thụ án tù 10 năm với tội danh theo điều 88 khoản 1 - tuyên truyền chống nhà nước Cộng hòa Xã hội Chủ nghĩa Việt Nam . Các nhân vật chính trong phim bao gồm bà ngoại của cô, mẹ - bà Nguyễn Thị Tuyết Lan và 2 đứa con nhỏ tên Nấm và Gấu. Bộ phim được sản xuất với mục đích đưa câu chuyện của Mẹ Nấm để đại điện và vận động cho tự do của tất cả Tù nhân lương tâm tại Việt Nam. Đây cũng là cuốn phim đầu tiên nói về một tù nhân lương tâm tại Việt Nam.

## Phản ứng của chính phủ Việt Nam
Chính phủ Việt Nam cho rằng các bài viết trên của bà Quỳnh thường “đưa ra cái nhìn bi quan một chiều, gây hoang mang lo lắng, làm ảnh hưởng đến lòng tin của nhân dân”. Theo họ bà Quỳnh đã lợi dụng quyền tự do dân chủ kích động nhân dân chống lại chính quyền, chống lại chế độ, gây phương hại đến an ninh quốc gia, trật tự an toàn xã hội...

### Phản ứng về giải thưởng phụ nữ Quốc tế dũng cảm
Đại diện của Bộ ngoại giao Việt Nam Lê Hải Bình cho rằng “Việt Nam cho rằng việc Bộ Ngoại giao Hoa Kỳ trao giải thưởng cho một cá nhân đang bị tạm giam để điều tra vì các hành vi vi phạm pháp luật Việt Nam là một hành động thiếu khách quan, không phù hợp và không có lợi cho việc phát triển quan hệ giữa hai nước.” Ông cũng cho rằng Việt Nam hoàn toàn không vi phạm quyền phụ nữ và con người